# Ultimatum
Ein Ultimatum (lateinisch ultimus ‚der letzte‘, ‚der äußerste‘, ‚der entfernteste‘) ist eine auf diplomatischem Wege erfolgende – häufig befristete – Aufforderung, eine schwebende Angelegenheit befriedigend zu lösen unter Androhung harter Gegenmaßnahmen, falls der andere nicht Folge leistet.
Ein Ultimatum ist vornehmlich ein Mittel der internationalen Politik und geht bisweilen einer Kriegserklärung voraus. Manchmal wird „Ultimatum“ aber auch in anderen Lebensbereichen – z. B. im Privaten und im Berufsleben – bildungssprachlich verwendet. So ist sie auch eine Bezeichnung für eine letzte Mahnung, die oft mit einer Fristsetzung verbunden ist, um auf einen Verhandlungsvorschlag zur Vermeidung streitiger Auseinandersetzungen einzugehen. In der Kriminalistik wird der Begriff auch für (befristete) Forderungen etwa bei Entführungen oder Geiselnahmen verwandt.
Die Herkunft ist mittellateinisch ultimatum, substantiviertes zweites Partizip von kirchenlateinisch ultimare = ‚zu Ende gehen, zum Ende kommen, im letzten Stadium sein‘. Es handelt sich um eine neulateinische Ableitung, die in der ersten Hälfte des 18. Jahrhunderts in der Diplomatensprache Anwendung fand. 
Die „ultimative Forderung“, gebräuchlich in der Kaufmannssprache der ersten Hälfte des 20. Jahrhunderts, bezog sich dagegen auf Ultimo als den letzten Bankarbeitstag des Monats.